# Biel
Biel (úřední dvojjazyčný název Biel/Bienne, německy Biel, francouzsky Bienne) je dvojjazyčné město v kantonu Bern na severozápadě Švýcarska na břehu Bielského jezera. Žije zde přibližně 56 tisíc obyvatel a je tak 10. největším švýcarským městem. Biel/Bienne je největší dvojjazyčné město ve Švýcarsku a po Bernu druhé největší město kantonu. Je hlavním městem okresu Biel/Bienne, kde žije asi 100 tisíc obyvatel, spádová oblast města se odhaduje na přibližně 150 tisíc obyvatel.
Biel je regionálním, kulturním a hospodářským centrem pro oblast tří velkých švýcarských jezer, tzv. Seelandu, také pro Bernského Juru a část kantonu Solothurn. V univerzitním městě se nachází několik vysokých škol aplikovaných věd. Biel je nejvýznamnějším hodinářským centrem ve Švýcarsku, před Le Locle, Grenchenem a La Chaux-de-Fonds, a je znám jako hodinářská metropole světa, mimo jiné kvůli sídlu skupiny Swatch a výrobnímu závodu firmy Rolex. Ve městě sídlí také Federace švýcarského hodinářského průmyslu FH.

## Název
Biel leží na jazykové hranici mezi francouzsky a německy mluvící částí Švýcarska a je dvojjazyčný. Biel je německý název města, zatímco Bienne je jeho francouzský protějšek. Město se často označuje v obou jazycích současně. Od ledna 2005 je jeho oficiální název „Biel/Bienne“. Do té doby se město oficiálně jmenovalo Biel nebo Bienne.

## Historie

### Nejstarší historie

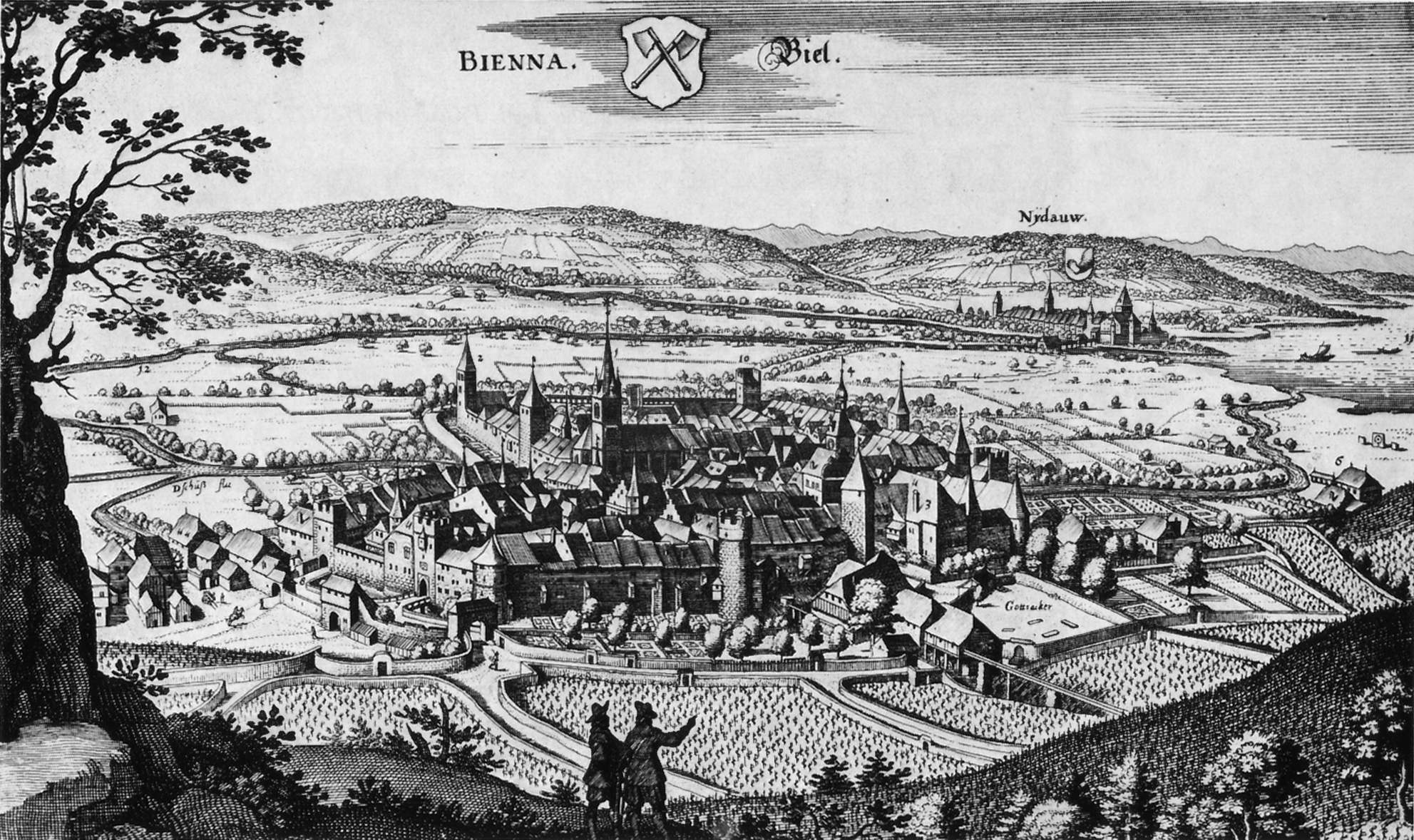
Vyobrazení Bielu z roku 1642

Nejstarší známé stopy osídlení na území dnešního města Biel jsou kůlové obydlí v oblasti přístavu Biel-Vingelz. Nejstarší nálezy byly datovány do roku 2970 př. n. l. Tyto nálezy jsou součástí pravěkých kůlových obydlí v okolí Alp, která byla v roce 2011 zapsána na seznam světového dědictví UNESCO. Na břehu jezera v Nidau, které přímo sousedí s Bielským jezerem, byly nalezeny pozůstatky osídlení, které dokládají osídlení v zátoce Bielského jezera již v roce 3800 př. n. l. a možná dokonce ukazují na osídlení v 5. tisíciletí př. n. l..
Archeologické nálezy dokládají existenci raně středověkého osídlení na půdě Bielu. Stopy po osídlení nebo pevnosti z doby římské naopak chybějí. V roce 1846 byly v lokalitě Brunnquelle nad starým městem nalezeny římské mince (1. stol. př. n. l. až 4. stol. n. l.); od té doby se nazývá Römerquelle.

### Středověk

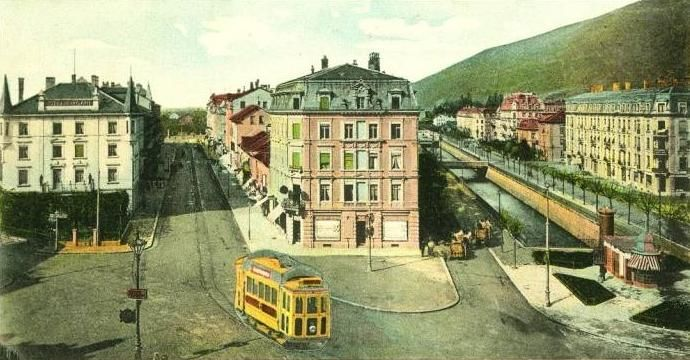
Hlavní náměstí v Bielu (1903)

Současný místní název je doložen od poloviny 12. století (1142 apud Bielnam, 1148 Bielno). Jeho původ se odvozuje od *Bĕlĕna, ženské podoby keltského jména bohů Belenus. Naproti tomu rozšířená starší odvozenina ze staré horní němčiny buhil, tedy „kopec“ nevysvětluje hlásku n, doloženou od počátku a zachovanou ve francouzské podobě jména.
Po roce 1230 se Biel stal městem. Pánem města byl basilejský kníže-biskup. Biel vybudoval městské hradby. Hned vedle ní postavil kníže-biskup hrad. Biel se tak stal pevností na jižní hranici basilejského knížecího biskupství.
K právnímu území Bielu patřily také Vingelz, Leubringen (Evilard) a Bözingen. V roce 1275 udělil král Rudolf I. Habsburský městu městská práva a na základě smluv o hradním právu se Biel připojil k Solothurnu, Bernu a Fribourgu. Město si vytvořilo vlastní správu, v jejímž čele stál starosta (Meier) jako městského zástupce knížete-biskupa. Malá a velká rada („Rät und Burger“) spolu s měšťany však trvali na rozsáhlé autonomii města.
V roce 1327 udělil basilejský kníže-biskup Hartung Münch obyvatelům Bielu právo pořádat dvakrát ročně čtyřdenní trh. Toto právo a právo vybírat daně potvrdil v roce 1336 biskup Johann Senn z Münsingenu.
Biel měl v oblastech údolí Sankt-Immer, dolního údolí Schüs, Pieterlen a Reiben na řece Aaře tzv. praporní právo (Bannerrecht), tj. právo vybírat vojsko. Město se účastnilo různých vojenských tažení konfederace. Od roku 1478 bylo v důsledku své účasti v burgundských válkách zastoupeno na zasedáních konfederace dvěma poslanci.
V roce 1512 obdrželo město jako spřízněné město od papeže Julia II. cenný „Juliův prapor“, a to konkrétně za služby prokázané v letech 1508–1510 při Velkém tažení na Paviu s cílem vyhnat Francouze.
Reformace začala v Bielu působením poručíka kněze Thomase Wyttenbacha, který začal otevřeně kázat ve smyslu reformace nejpozději od roku 1523, ale zemřel již v roce 1526. K definitivnímu zavedení reformace došlo v roce 1528, stejně jako v Bernu.
Na konci existence Staré konfederace se v Bielu, stejně jako v jiných městech, vytvořila jasná aristokratizace vládnoucích rodin v městském regimentu.

### 18. a 19. století

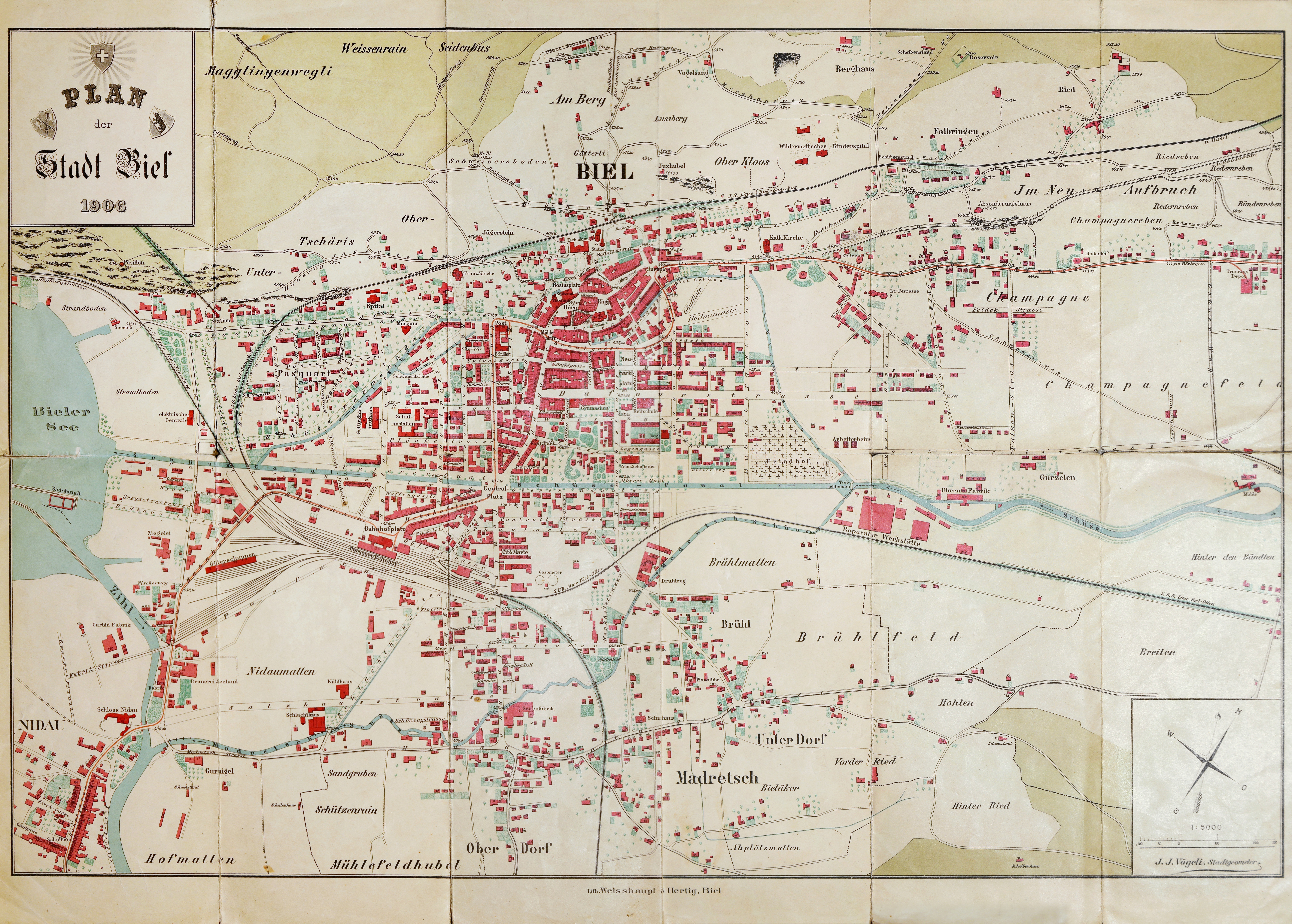
Plán města Bielu z roku 1906

V roce 1798 se Biel stal součástí První Francouzské republiky. Město bylo hlavním městem kantonu Biel, který původně patřil k departementu Mont-Terrible. Od roku 1800 byly město a kanton Biel součástí arrondissementu Delsberg v departementu Haut-Rhin. Na Vídeňském kongresu v roce 1815 bylo město přiděleno kantonu Bern, který jej přiřadil k okresu Nidau. V roce 1817 bylo v Bielu založeno gymnázium, jehož prvním rektorem byl Johann-Conrad Appenzeller. V roce 1832 vznikl okres Biel.
V roce 1878 se v Bielu narodil významný švýcarský spisovatel Robert Walser. V roce 1978, u příležitosti stého výročí jeho narození, věnovalo město na jeho památku Cenu Roberta Walsera.
Stopy dvojjazyčnosti Bielu lze nalézt již v pozdně středověkých dokumentech. V této oblasti zažil Biel důležitý zlom na konci 19. století, kdy sem přišel velký příliv jurských, tj. francouzsky mluvících hodinářů.

### 20. století

Letecký pohled na město (1925)

V roce 1877 začala v Bielu jako ve druhém švýcarském městě (po Ženevě), éra tramvají. První trať, do roku 1902 provozovaná jako koňská tramvaj, spojovala Nidau s hlavním nádražím v Bielu a končila v dnešní čtvrti Biel-Bözingen.
V letech 1900 až 1920 se k Bielu připojily okolní obce Vingelz (1900), Bözingen (1917), Mett a Madretsch (1919–1920). Od poloviny 20. století zažíval Biel díky hodinářskému průmyslu velmi rychlý rozvoj města a nárůst počtu obyvatel. Přispělo k tomu i vybudování železničního uzlu.
Dne 8. prosince 1948 vyjela v Bielu poslední tramvaj. Čtyři tramvajové linky pak nahradil systém trolejbusů, který existuje do současnosti.
V roce 1964 žilo ve městě Biel 64 848 obyvatel, což je dosud rekordní počet obyvatel města.
V 70. letech 20. století byl Biel požádán, zda by se nechtěl stát hlavním městem nově založeného kantonu Jura. Město Biel to však odmítlo a stejně jako protestantský Bernský Jura zůstalo u kantonu Bern.
Od roku 1976 vznikala různá sdružení a hnutí, která se zasazovala o práva a rovnoprávnost žen. V roce 1976 vznikla skupina „Ženy a práce“. Po roce přípravných prací bylo 7. března 1984 založeno sdružení INFRA.

### Nejnovější dějiny
V roce 2002 se konala švýcarská národní výstava (Expo.02) ve městech Biel, Neuchâtel, Murten a Yverdon-les-Bains.
Od přelomu tisíciletí, resp. od Švýcarské národní výstavy 2002, se po letech klidu od konce konjunkturních let 1960 až 1970 rozběhla v Bielu čilá stavební činnost. Na území města probíhaly a probíhají naléhavě potřebné rekonstrukce městských zařízení (včetně několika školních budov a kongresového centra), v některých případech byly vyplněny rozsáhlé a centrální proluky ve vnitřním městě (mimo jiné v oblasti bývalého kina a divadla Capitol), stejně jako naléhavě potřebné podzemní garáže v centru města. Kromě toho se po celém městě stavěly a staví nové obytné a komerční budovy. Prostřednictvím městských dotačních programů byla zahájena obnova architektonicky cenných domů. Na východním okraji Bielu byl v roce 2015 slavnostně otevřen nově vybudovaný sportovní areál (Tissot Arena).
Městu Biel se na přelomu tisíciletí podařilo překonat dlouhotrvající hospodářskou krizi, která nastala po krizi v hodinářském průmyslu v roce 1970, a zažívá silný hospodářský vzestup, který se projevuje rozsáhlým stěhováním podniků a rozšiřováním stávajících firem a vedl k nárůstu počtu obyvatel o 7,2 % oproti roku 2000 (ke konci roku 2010).

## Městské symboly

### Znak
Znak města Biel se poprvé objevuje na městské pečeti v polovině 13. století a zobrazuje muže v tunice, který drží v pravé ruce sekeru a v levé štít se zkříženými sekerami. Historik Heinrich Türler (1861–1933) předpokládal, že tato postava představuje Meiera von Biel, a tedy někdejšího pána panství: Biel byl původně panstvím (Fronhof) v rámci panství (pravděpodobně hrabat z Fenisu-Neuenburgu), které spravoval Meier, tedy jakýsi starosta. Jako pán z Bielu byl povýšen do rytířského stavu. Štít se zkříženými sekerami je dodnes oficiálním znakem města.
Popis městského znaku zní: „V červené barvě dvě zkřížené bílé sekery.“

### Vlajka
Městská vlajka je heraldická, tedy tvořená prostým přepisem státního znaku na vlajkový list o poměru stran 1:1.

## Geografie

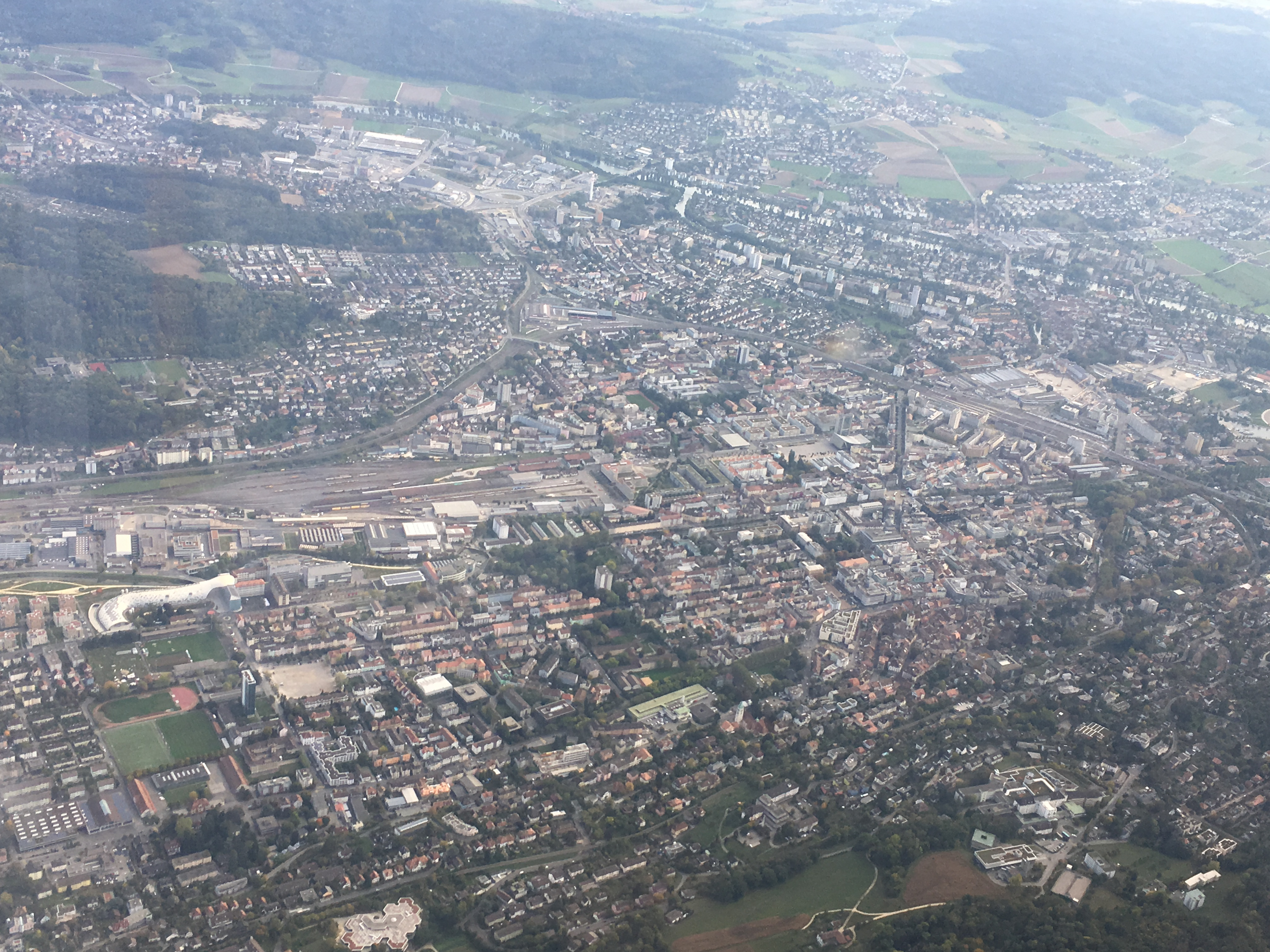
Biel, letecký pohled

Město Biel se nachází na severu kantonu Bern, v tzv. oblasti Tří jezer (Bielské, Neuchâtelské, Murtenské) a přímo na břehu Bielského jezera. Leží na jižním úpatí pohoří Jura.
Většina centra města Biel se nachází v nadmořské výšce kolem 434 m n. m. (centrální náměstí), přičemž území města se rozprostírá od nadmořské výšky 429 m n. m. (hladina Bielského jezera) až po 988 m n. m. v oblasti La Comtesse v hraničním trojmezí mezi obcemi Biel, Evilard a Twann-Tüscherz.

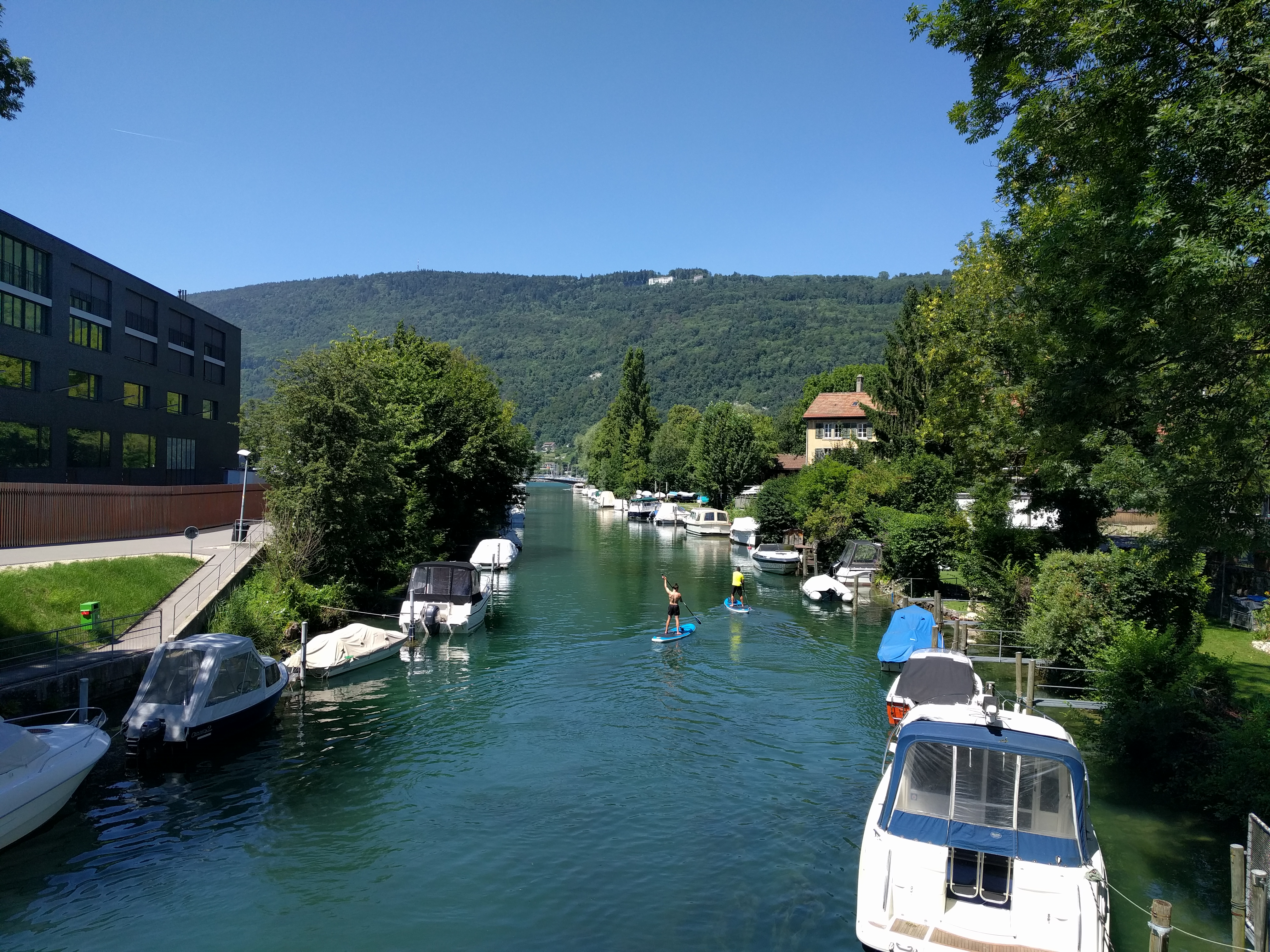
Centrum Bielu na řece Schüss

Současným centrem Bielu (středem města) je Neustadt, který byl vybudován jak ve období Gründerzeit kolem roku 1900, tak zejména v nádražní čtvrti od roku 1920 podle zásad Bauhausu. Nachází se na rovině a je rozděleno na severní a jižní část kanalizovaným ramenem řeky Schüss na náměstí Zentralplatz. Nejstarší část Neustadtu, postavená v 19. století, se nachází severně od řeky Schüss.
K severní části nového města přiléhá středověké staré město na dolním konci svahů jižního úpatí Jury, které je podemíláno zakrytým ramenem řeky Schüss, jež se později vlévá do ramene kanalizovaného.
Třetí přirozené rameno Schüssu se vlévá do řeky Zihl u Nidau a Bielského jezera.
Biel leží vzdušnou čarou 26 km severoseverozápadně od Bernu, 28 km severovýchodně od Neuchâtelu a 23 km západojihozápadně od Solothurnu.

### Městské části
| Název čtvrti                      | BFS ID |
| --------------------------------- | ------ |
| Rebberg/Vignoble                  | 371001 |
| Altstadt/Vieille ville            | 371002 |
| Neustadt Nord/Nouvelle ville nord | 371003 |
| Neustadt Süd/Nouvelle ville sud   | 371004 |
| Champagne                         | 371005 |
| Bözingen/Boujean (Buschang)       | 371006 |
| Mett/Mâche                        | 371007 |
| Madretsch Nord                    | 371008 |
| Madretsch Süd                     | 371009 |
| Vingelz/Vigneules                 | 371010 |

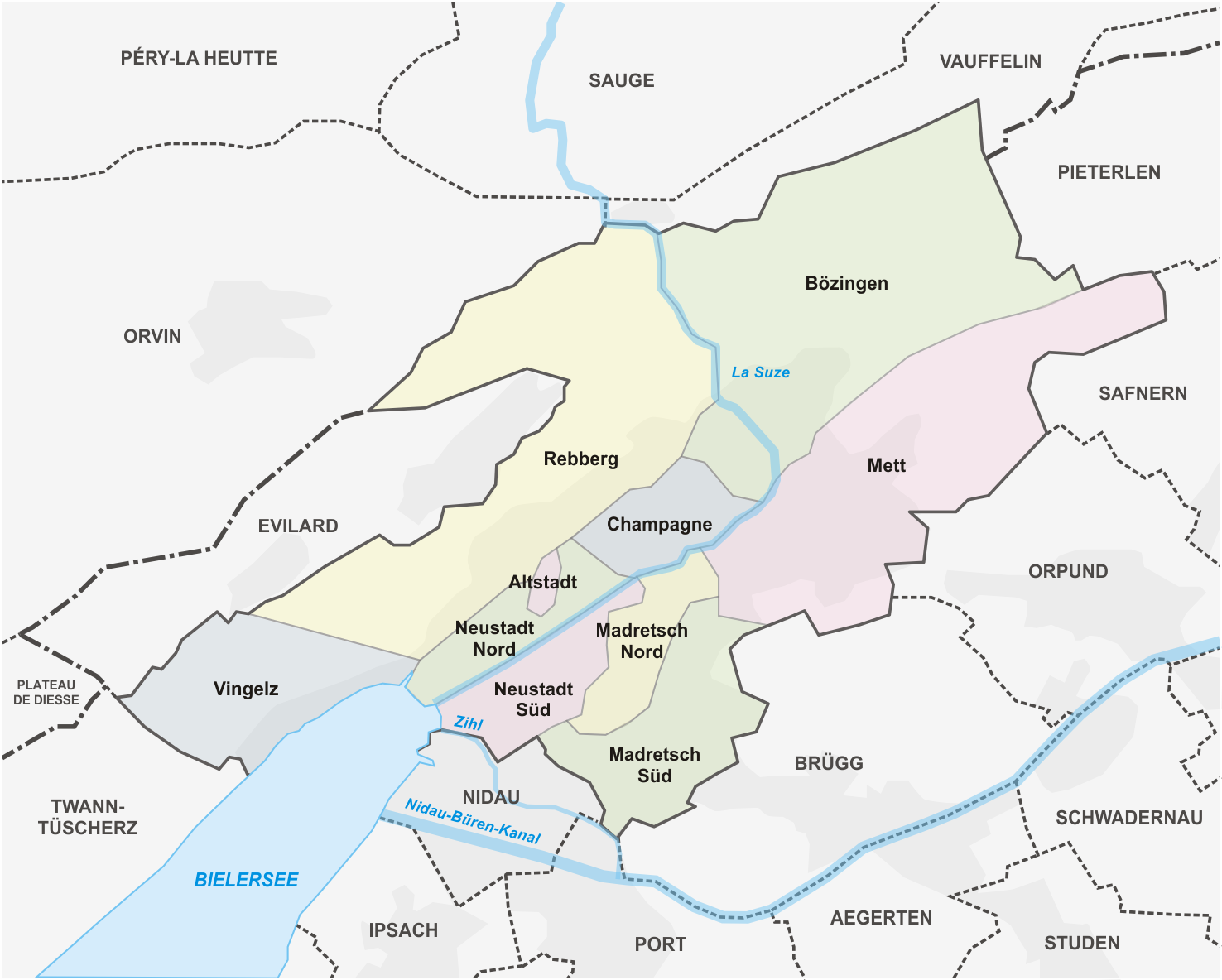
Městské části Bielu

V letech 1900–1920 byly připojeny tehdy samostatné okolní obce Vingelz (1900), Bözingen (1916), Mett (1919) a Madretsch (1919).
V roce 1920 se města Biel a Nidau chtěla spojit, částečně kvůli rozvoji osídlení a rostoucím hospodářským vazbám, a v samostatných referendech se velkou většinou rozhodla pro sloučení. Velká rada (parlament) kantonu Bern se však postavila proti tomuto plánu a sloučení Bielu a Nidau neschválila. Kantonální vláda, která byla v té době převážně konzervativní, si nepřála, aby se hlavní město okresu Nidau spojilo s levicovým městem Biel. Na tomto verdiktu nic nezměnilo ani odvolání k Spolkovému nejvyššímu soudu proti této demonstraci moci.
V roce 1951 parlament kantonu Bern rovněž zamítl žádost o sloučení, tentokrát Bielu a Portu, ačkoli si sloučení opět přála velká většina obyvatel i obou obcí.
Za oběma případy stála také obava bernského parlamentu, že by se město Biel mohlo stát v kantonu Bern příliš významným, zejména proto, že se v bernském regionu silně rozvíjel průmysl a rychle rostl počet obyvatel.
Na přelomu tisíciletí se zastavěná oblast města Biel rozrostla společně s oblastmi obcí Brügg, Nidau a Port bez jakýchkoli mezer. Mezi Bielem a Orpundem se nacházejí pouze malé volné prostory nebo zalesněné plochy.
Podle současného vymezení Spolkového statistického úřadu BFS žije ve 27 obcích aglomerace Biel/Bienne 101 271 obyvatel (stav k roku 2012). Podle této definice patří do hlavního jádra aglomerace kromě jádrového města Biel/Bienne také obce Aegerten, Bellmund, Brügg, Evilard, Ipsach, Nidau, Port, Schwadernau, Studen a Worben. Pásmo aglomerace zahrnuje obce Mörigen, Orpund, Pieterlen, Safnern, Sauge, Scheuren, Sutz-Lattrigen a Jens, Ligerz, Meinisberg, Merzligen, Orvin, Péry-La Heutte, Romont a Twann-Tüscherz, které jsou oproti vymezení z roku 2000 nově připojeny.

## Obyvatelstvo
K 31. prosinci 2021 mělo město 55 140 obyvatel, což z něj činí desáté největší město Švýcarska. Je také největším a právně jediným dvojjazyčným městem v zemi. Podle posledního sčítání lidu v roce 2018 činil podíl rodilých Němců 48,6 % a podíl Francouzů 43,7 %. Pro 57,3 % obyvatel je němčina hlavním jazykem používaným v každodenním životě a pro 42,7 % francouzština. Tato skutečnost však automaticky neznamená, že všichni obyvatelé jsou bilingvní. V Bielu je za dvojjazyčného považován každý, kdo vyrostl v rodině s němčinou a francouzštinou. Dvojjazyčnost Bielu ovlivňuje mnoho oblastí každodenního života, což pro mnoho místních obyvatel i návštěvníků dodává městu jeho kouzlo.
Na konci roku 2010 mělo v Bielu švýcarské občanství 36 207 osob, z toho 14 466 (28,5 %) byli cizinci. Mezi cizinci tvoří největší podíl lidé z Itálie (3288 osob), následují přistěhovalci z Portugalska (1221), Německa (1098), Turecka (885), Španělska (827) a Srbska (809).
Od konce 19. století až do hodinářské krize v 70. letech 20. století počet obyvatel Bielu velmi prudce rostl. Vrchol byl zaznamenán kolem roku 1970 s více než 64 000 obyvateli. V následujících desetiletích počet obyvatel v důsledku hospodářské krize klesal až na přibližně 48 000 obyvatel v roce 2000. Od té doby se Biel vzpamatoval, počet jeho obyvatel opět roste a opět překročil hranici 50 000 obyvatel. Mezi lety 2000 a 2010 vzrostl počet obyvatel Bielu o 7,2 %. Město je, zejména po opětovném vzestupu od roku 2000, z hlediska počtu obyvatel poměrně mladým městem, neboť více než polovina obyvatel je mladší 45 let: V roce 2013 tvořili obyvatelé ve věku 0–44 let 55,9 % obyvatel, ve věku 45–64 let 25,4 % a starší 64 let 18,7 %.
| Rok            | 1850 | 1860 | 1870   | 1880   | 1888   | 1900   | 1910   | 1920   | 1930   | 1941   | 1950   | 1960   | 1964   | 1970   | 1980   | 1990   | 2000   | 2005   | 2010   |
| Počet obyvatel | 5609 | 8719 | 11 666 | 16 579 | 21 181 | 29 557 | 32 136 | 34 599 | 37 726 | 41 219 | 48 342 | 59 216 | 64 848 | 64 333 | 53 793 | 51 893 | 48 655 | 50 407 | 52 477 |

### Jazyky a dvojjazyčnost

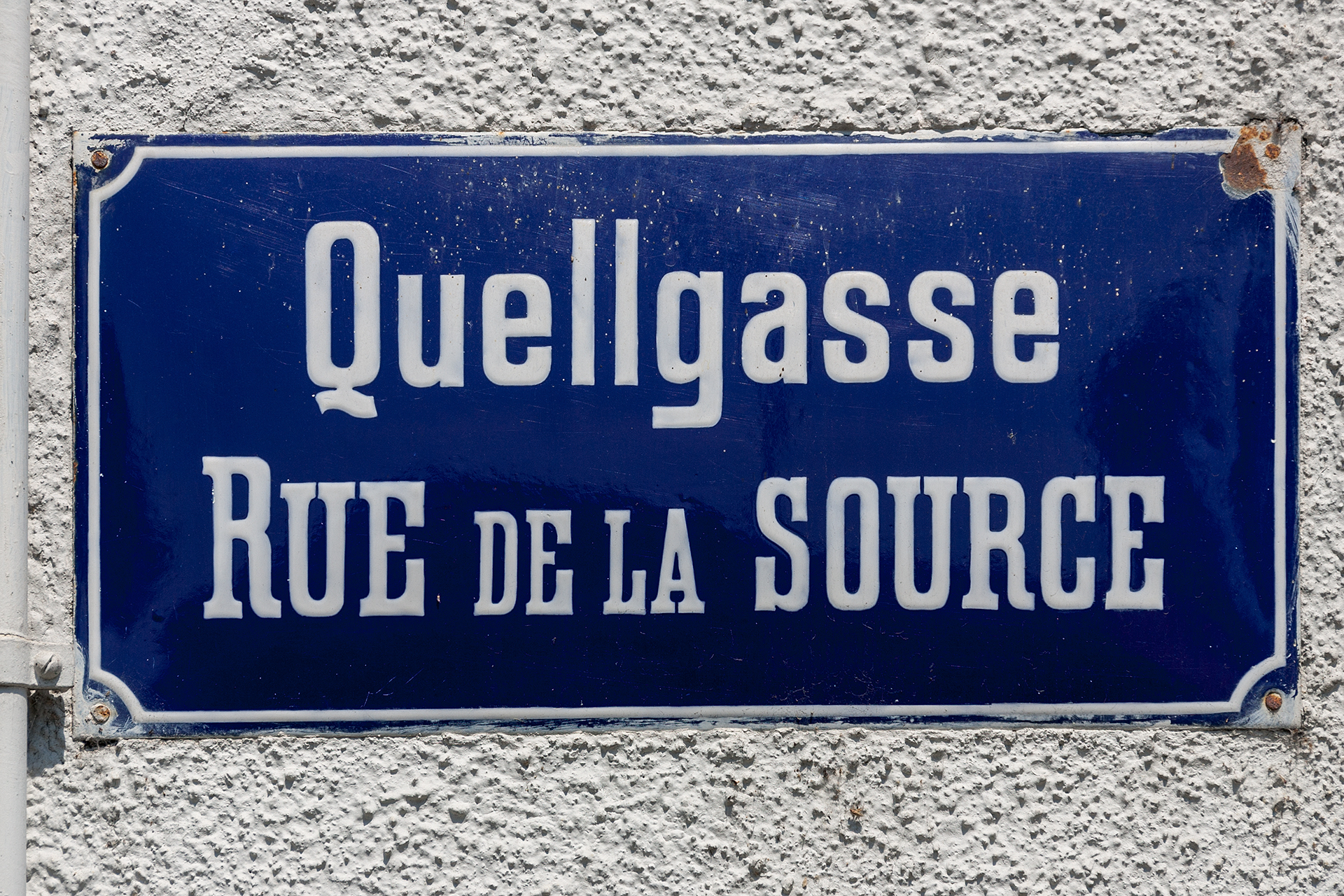
Dvojjazyčný název ulice v Bielu

V každodenním styku se mluví převážně místním dialektem němčiny (vycházející z bernské němčiny, tzv. Berndeutsch) a francouzštiny. Oficiálními jazyky a lingua franca jsou v Bielu němčina a francouzština, které mají stejná práva. Biel je jediným městem ve Švýcarsku, které má zákonnou povinnost být ve styku s úřady dvojjazyčné. Všechny úřední dokumenty jsou tedy psány ve dvou jazycích a jednání s úřady je možné rovnoprávně v němčině i francouzštině. Dvojjazyčné jsou i všechny dopravní značky, jedinou výjimkou je kruhový objezd (francouzsky le ring). V některých čtvrtích se v jedné školní budově vyučují německy i francouzsky mluvící žáci.
Nicméně podíl těch, kteří hovoří německy, jasně převažuje. V každodenním užívání v Bielu/Bienne převažuje němčina. Loga, reklamy nebo nápisy na reklamních plakátech apod. jsou někdy pouze v němčině, vzácněji pouze ve francouzštině.
Důsledná rovnoprávnost obou jazyků ve městě Biel a v okrese Biel znamená, že všechny úřady a jejich vyhlášky, soudy, všechny dopravní značky a všechna hlášení v autobusech a vlacích jsou dvojjazyčné. Němčina je vždy napsána nad francouzštinou, nebo pokud je vedle sebe, tak před ní. Francouzsky mluvící obyvatelstvo města Bielu a sousední obce Evilard (Leubringen) má mimoparlamentní zájmové sdružení, Radu pro francouzsky mluvící záležitosti dvojjazyčného okresu Biel. Jedná se o kontaktní místo pro zájmy francouzsky mluvícího obyvatelstva dvojjazyčného okresu Biel s poradní funkcí vůči kantonální vládě a kantonální správě kantonu Bern.
Jak je zvykem v mnoha částech Švýcarska, filmy v bielských kinech se většinou promítají v původním jazyce s titulky v němčině a francouzštině a aktuální filmové hity se promítají v doplňkových projekcích s německým a francouzským dabingem. Pouze dětské filmy se promítají výhradně v dabované verzi.
Nezřídka se stává, že jedna osoba mluví německy a druhá odpovídá francouzsky. Zvláštností je hromadění germanismů a výpůjček v mluvené francouzštině, kterou se v Bielu mluví. Patrný je také vliv německé větné stavby na mluvené francouzské věty.
Podle sčítání lidu z roku 2018 uvedlo 48,6 % obyvatel jako svůj mateřský jazyk němčinu, 43,17 % francouzštinu, 9,6 % italštinu, 5,1 % albánštinu, 3,9 % španělštinu, 4,0 % portugalštinu a 8,7 % jiné jazyky.

### Náboženství
Podle průzkumu Spolkového statistického úřadu z roku 2018 se 24,3 % (10 955 osob) obyvatel hlásilo k evangelické reformované církvi, 25,8 % (11 617 osob) k římskokatolické církvi, 9,8 % (4427 osob) k muslimské církvi a dalších 9,0 % (4055 osob) k jinému křesťanskému vyznání nebo náboženství. Bez vyznání bylo 29,9 % (13 450 osob).

## Politika

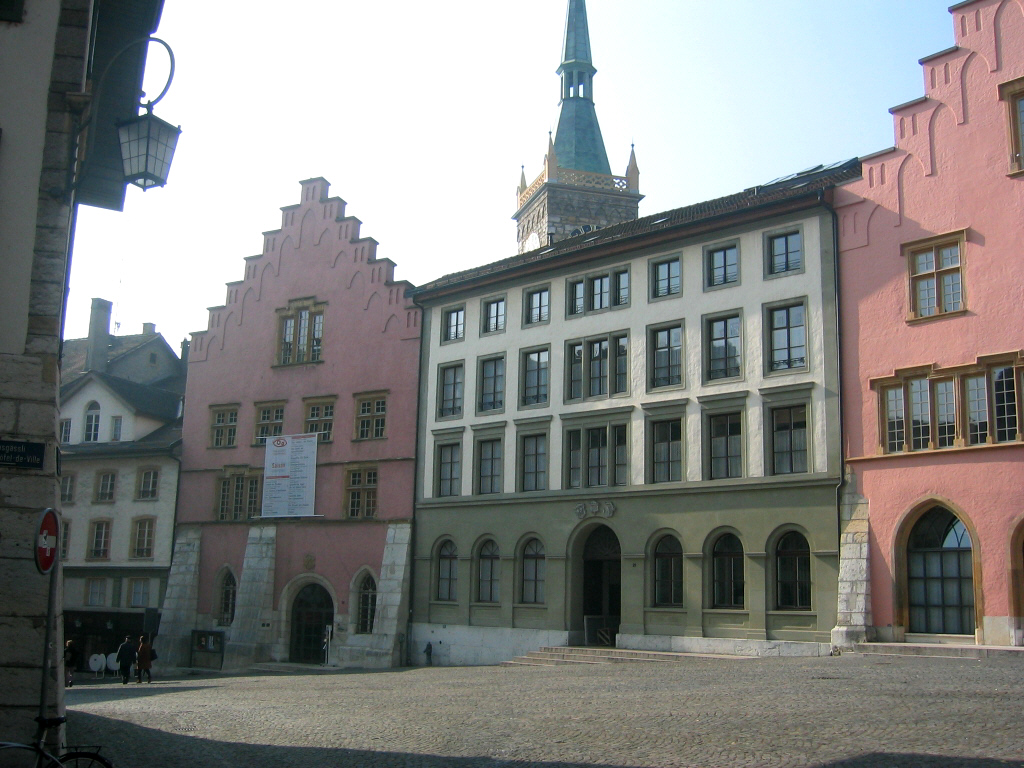
Radnice v Bielu

### Legislativa
Zákonodárným orgánem je městská rada (německy Stadtrat, francouzsky conseil de ville), kterou volí voliči každé čtyři roky. 60 členů se schází každý třetí čtvrtek v měsíci od 18 hodin v radniční síni na náměstí Burgplatz ve starém městě. Zasedání jsou přístupná veřejnosti.

### Exekutiva
Výkonným orgánem je obecní rada (německy Gemeinderat, francouzsky conseil municipal). Od 1. ledna 2013 se skládá z pěti členů na plný úvazek, z nichž každý stojí v čele městského odboru. Je volena voliči na základě poměrného zastoupení na čtyřleté funkční období. V letech 2005–2012 se obecní rada skládala z osmi členů, z nichž čtyři byli členy na plný úvazek, kteří vedli městské odbory, a čtyři byli členy na částečný úvazek. Město Biel tak bylo jedinou velkou švýcarskou obcí se sudým počtem členů vedení. V případě rovnosti hlasů rozhodoval hlas starosty města (v místním dialektu zvaného Stapi).

## Hospodářství

### Hodinářský průmysl

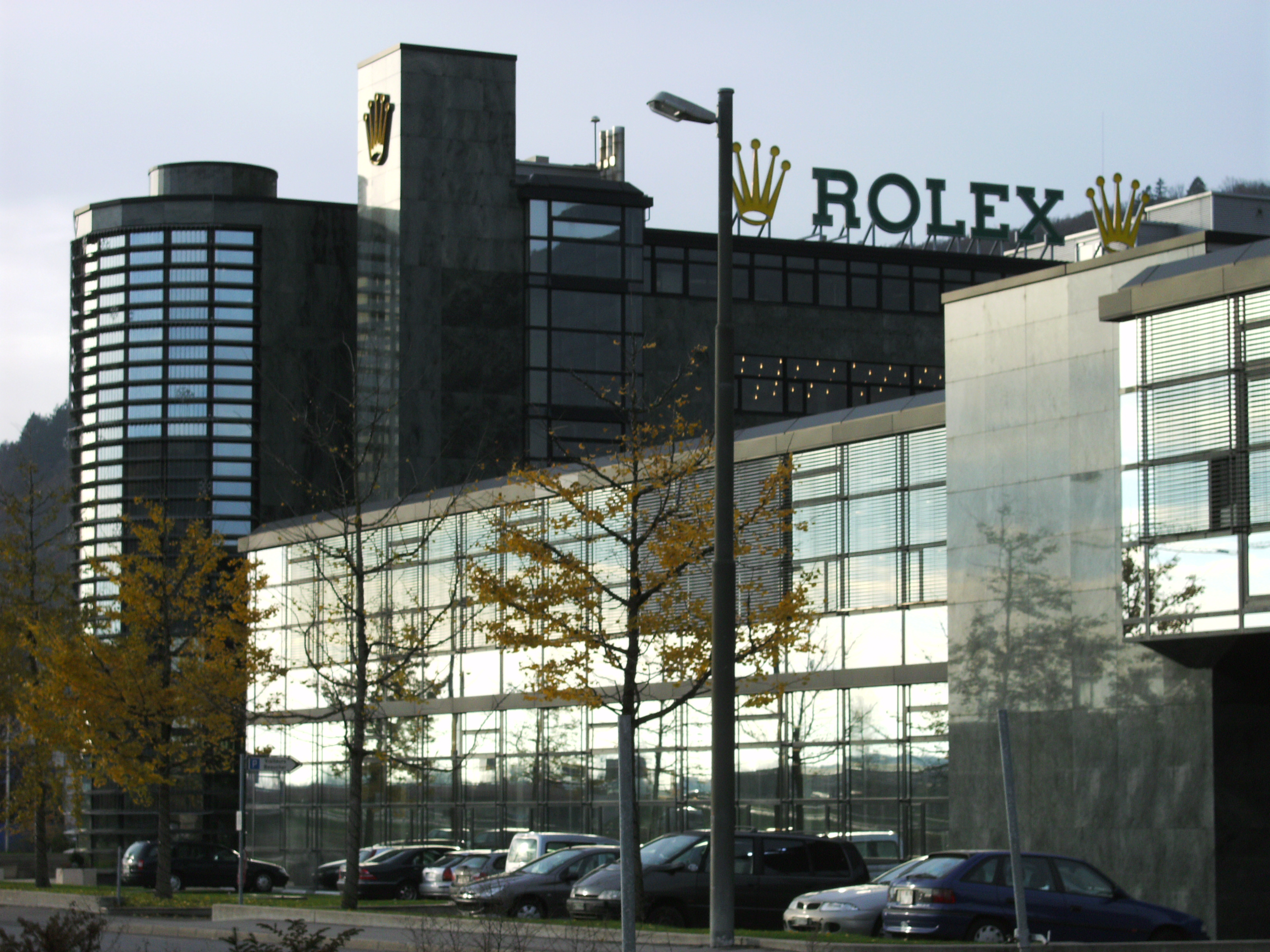
Budova Rolexu v Bielu

Biel, kde sídlí světoznámá hodinářská značka Omega, výrobní závod společnosti Rolex, největší světová hodinářská společnost Swatch a výrobce hodinek Mido, je jedním z nejvýznamnějších hodinářských měst na světě. V Bielu sídlí i další velcí výrobci hodinek, například Candino, Wenger, Swiss Army Watch, Ebel a Maurice Lacroix. Kromě toho se v Bielu nacházejí malí a střední hodináři, výrobci a dodavatelé hodinek. V Bielu sídlí také Federace švýcarského hodinářského průmyslu FH a Švýcarské kontrolní centrum pro chronometry (COSC).
Před hodinářskou krizí v 70. letech 20. století sídlilo v Bielu více než 120 hodinářských firem. Krize v letech 1970–1980 Biel těžce zasáhla a hodinářský průmysl ztratil své dominantní postavení v bielské ekonomice od 19. století, zatímco strojírenský průmysl, průmysl přesné techniky a zdravotnická technika získaly na významu. Tyto podniky z oblasti přesného strojírenství, přesného strojírenství, lékařské techniky a strojírenství mají v Bielu tradiční sídlo.
Tato recese urychlila přeměnu Bielu z čistě průmyslového města na město průmyslu a služeb. V 50. a 60. letech 20. století byl Biel jediným průmyslovým městem v kantonu Bern. V té době bylo 65 až 70 % pracovních míst v průmyslovém sektoru, a proto byl Biel krizí zasažen nadprůměrně silněji než jiná švýcarská města. Na počátku 90. let pracovalo 65 procent zaměstnanců v sektoru služeb a pouze 35 procent v průmyslovém sektoru, i když ve švýcarském srovnání má Biel stále vyšší podíl zaměstnanců v průmyslovém sektoru. Nedaleko Bielu se nacházejí další tři významná švýcarská hodinářská města: La Chaux-de-Fonds, Grenchen a Le Locle.
V letech silného hospodářského vzestupu v polovině 20. století byl Biel označován za město budoucnosti a až do poloviny 70. let zažíval hospodářský rozmach. Po hodinářské krizi se Biel od přelomu tisíciletí zotavil. Je to patrné jak na klesající míře nezaměstnanosti, tak na přilákání nových podniků, expanzi těch stávajících a na rostoucím počtu obyvatel od roku 2000.
V roce 2013 pracovalo ve městě Biel stále 11,3 % zaměstnanců v hodinářském průmyslu a necelá čtvrtina (24 %) všech pracovních míst byla v průmyslovém sektoru. Sekundární sektor (průmysl) je v Bielu stále významným ekonomickým faktorem.

### Telekomunikace
Kromě hodinářského, přesného a strojírenského průmyslu věnuje město Biel od 90. let 20. století zvláštní pozornost komunikačnímu průmyslu, mimo jiné i díky své dvojjazyčnosti. Město, pro které je charakteristický hodinářský průmysl, se snaží vytvořit si další hospodářský pilíř jako město komunikací a v posledních letech mohlo těžit z přílivu národních telekomunikačních společností, jako jsou Orange, Sunrise Communications, 1818 Information. Během této doby vzniklo v Bielu také mnoho společností v oblasti internetu (poskytovatel internetových služeb/provozovatel kabelové sítě), programování a hardwaru.
V Bielu sídlí Spolkový úřad pro komunikace (Bakom). Další mediální a komunikační společnost, Schweizer Teletext AG, má své sídlo v bielském Kongresshausu.

### Další průmyslová odvětví
Mezi rostoucí odvětví patří především lékařská technika a optika, hodinářský průmysl a jeho dodavatelé, přesné strojírenství, solární a energetické technologie, kreativní a kulturní průmysl, média, informační a komunikační technologie a cestovní ruch.

## Doprava

### Silniční

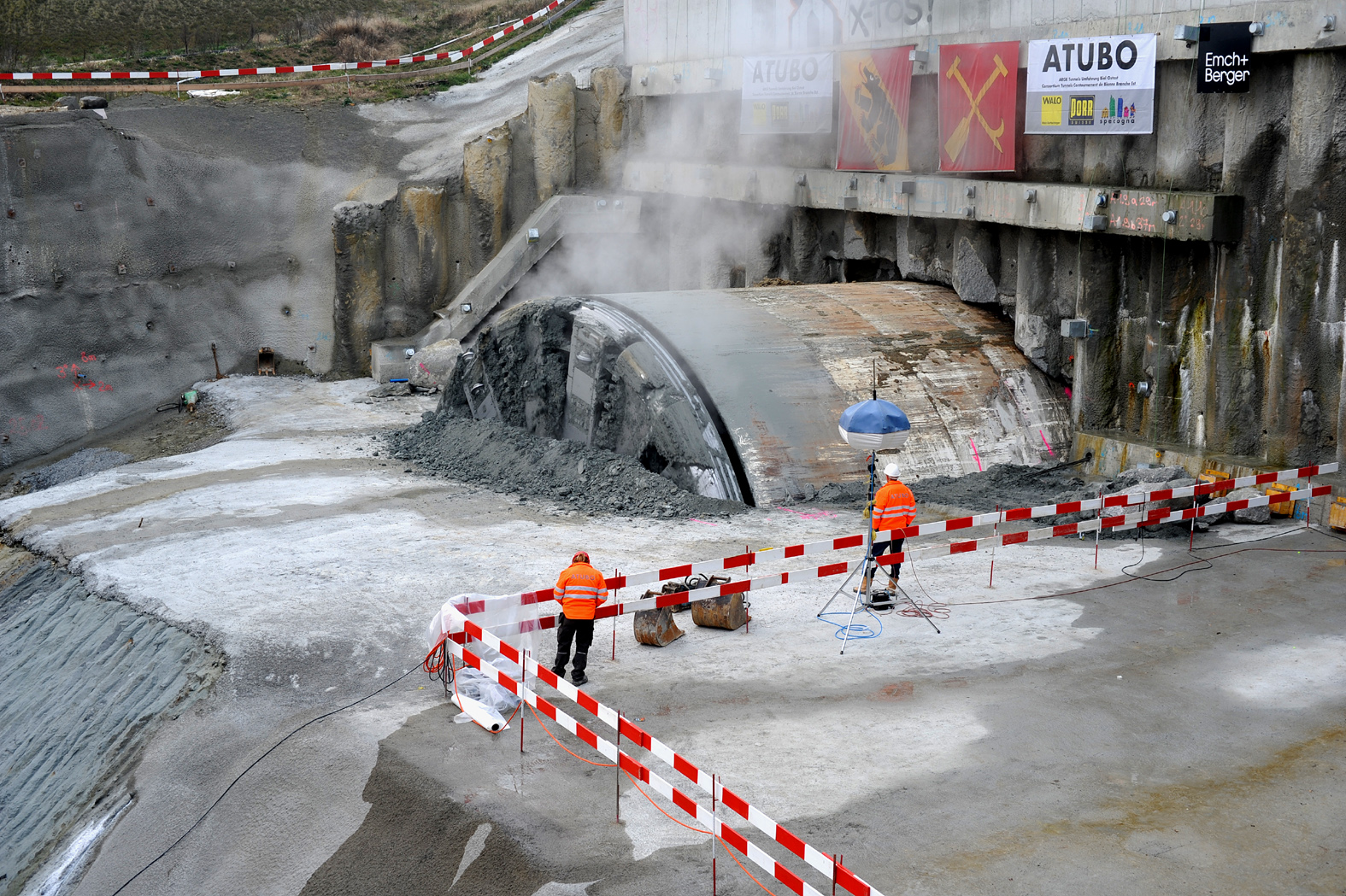
Stavba dálnice A5 - východního obchvatu města

Město má dobré dopravní spojení všemi směry. Až do 21. století bylo město špatně napojeno na státní hlavní silnice (dálnice) a kvůli chybějícím možnostem obchvatů některé oblasti velmi trpěly dopravními zácpami. O západním nebo východním obchvatu města rozhodli spolkoví zastupitelé již v roce 1960, dosud je však realizován jen částečně. Dopravní situaci již ulehčil východní obchvat, který byl dokončen v roce 2017.
Dálnice A6 spojuje Biel s Lyssem a odtud pokračuje jako dálnice do kantonálního hlavního města Bernu. Mezi sjezdem Lyss Süd a Biel má tato spojnice pouze dva jízdní pruhy a nemá žádné středové rozdělení rezervaci.
Biel jako vstupní brána do Jury má také přímé dálniční spojení s Moutierem, Porrentruy, Delémontem a francouzským městem Belfort prostřednictvím dálnice Transjurane (dálnice A16), která byla dokončena v roce 2017.
Právě v době konání veletrhu Expo.02 byla dokončena dálnice ve směru Grenchen – Solothurn – Luterbach, která poprvé napojila Biel na celostátní dálniční síť a přímo jej tak spojila s východním a středním Švýcarskem. Dálnice A5 z Curychu se v Bielu rozděluje na dva směry od Bözingenfeldu: Na severu směrem k Jurovi a na jihozápadě k Neuchâtelu a Bernu. V říjnu 2017 byl dokončen 4,9 km dlouhý východní obchvat (Ostast) s celkem 4 kilometry tunelů, v roce 2020 měla být zahájena výstavba komplikovaného 5,2 km dlouhého západního obchvatu (Westast), ale projekt byl zastaven silným občanským hnutím; jediným spojením se západním Švýcarskem je tak stále dálnice A5.
Pouze napojení na západní Švýcarsko (ve směru Neuchâtel – Lausanne – Ženeva) dosud nebylo plně rozvinuto dálnicí. Trasování na břehu Bielského jezera je zatím nejasné.

### Veřejná doprava

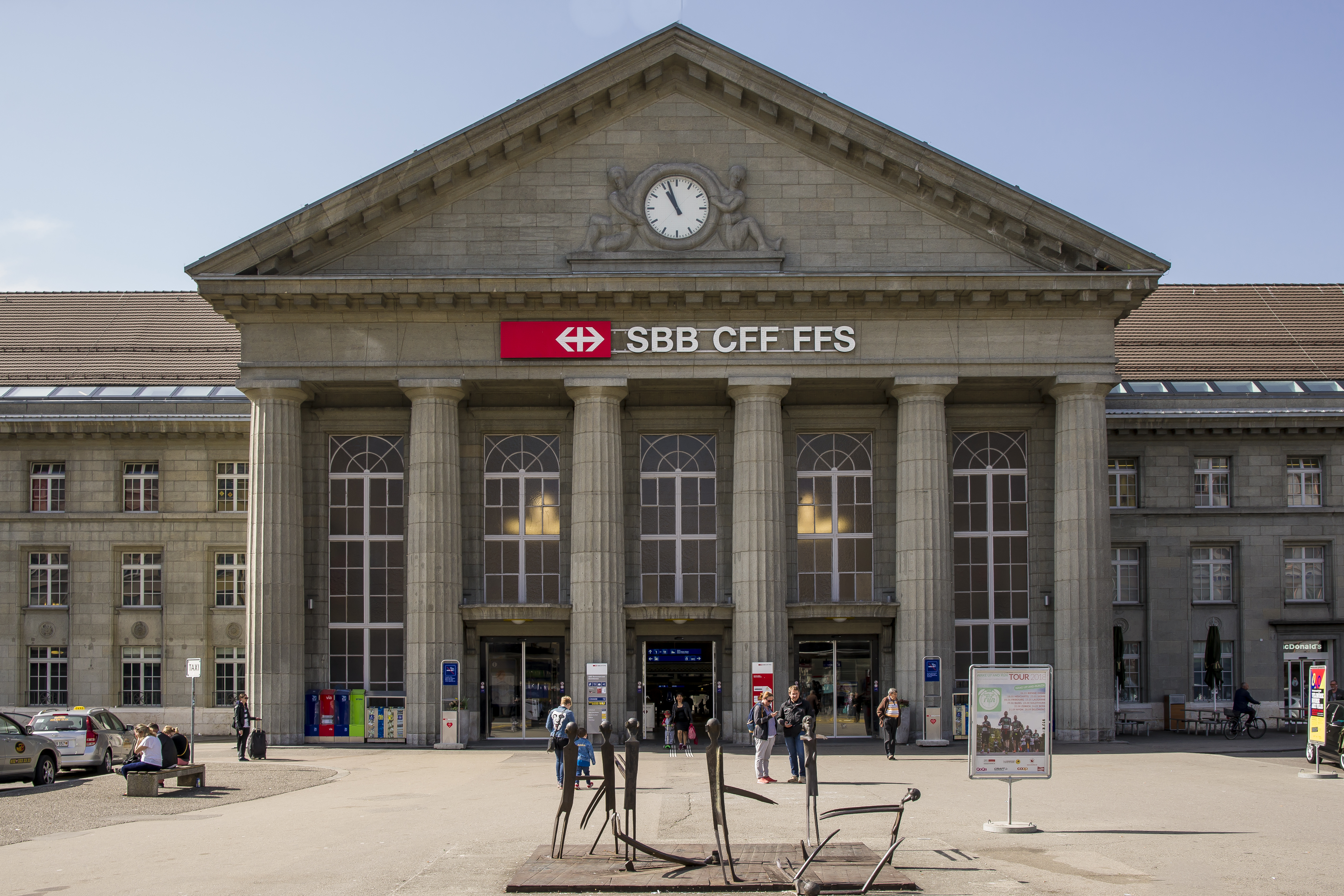
Nádraží SBB Biel

Důležité švýcarské železniční spojení západ-východ, tzv. trať Jurafusslinie vede ze Ženevy přes Biel a Olten / Curych do St. Gallenu.
Další spojení je zajištěno S-Bahnem nebo rychlíky do Bernu a tratí Juralinie do Basileje, podél jižního břehu Bielského jezera se lze dostat také do Insu tratí Biel-Täuffelen-Ins. 
Na území města Biel se nachází hlavní stanice Biel/Bienne a dvě další stanice (Biel-Mett, Biel-Bözingenfeld), nákladové nádraží, seřaďovací nádraží a dílny na údržbu vlaků. Stanice Biel-Bözingenfeld byla uvedena do provozu v prosinci 2013 a slouží k rychlejšímu a přímějšímu spojení s průmyslovou a sportovní oblastí na východě města Biel.
Veřejnou dopravu provozuje společnost Verkehrsbetriebe Biel (VB) 13 linkami autobusů a trolejbusů.
Do okolních obcí zajíždí autobusové linky Postauto. V minulosti byly v Bielu provozovány také tramvaje, jejich provoz byl však zrušen v roce 1948.
V blízkosti Bielu jsou také dvě pozemní lanovky (FUNIC, z francouzského Funiculaires = lanovka) na tratích do Magglingenu (Biel-Magglingen-Bahn) a Leubringenu (francouzsky Evilard; tzv. Biel-Leubringen-Bahn).

### Lodní doprava

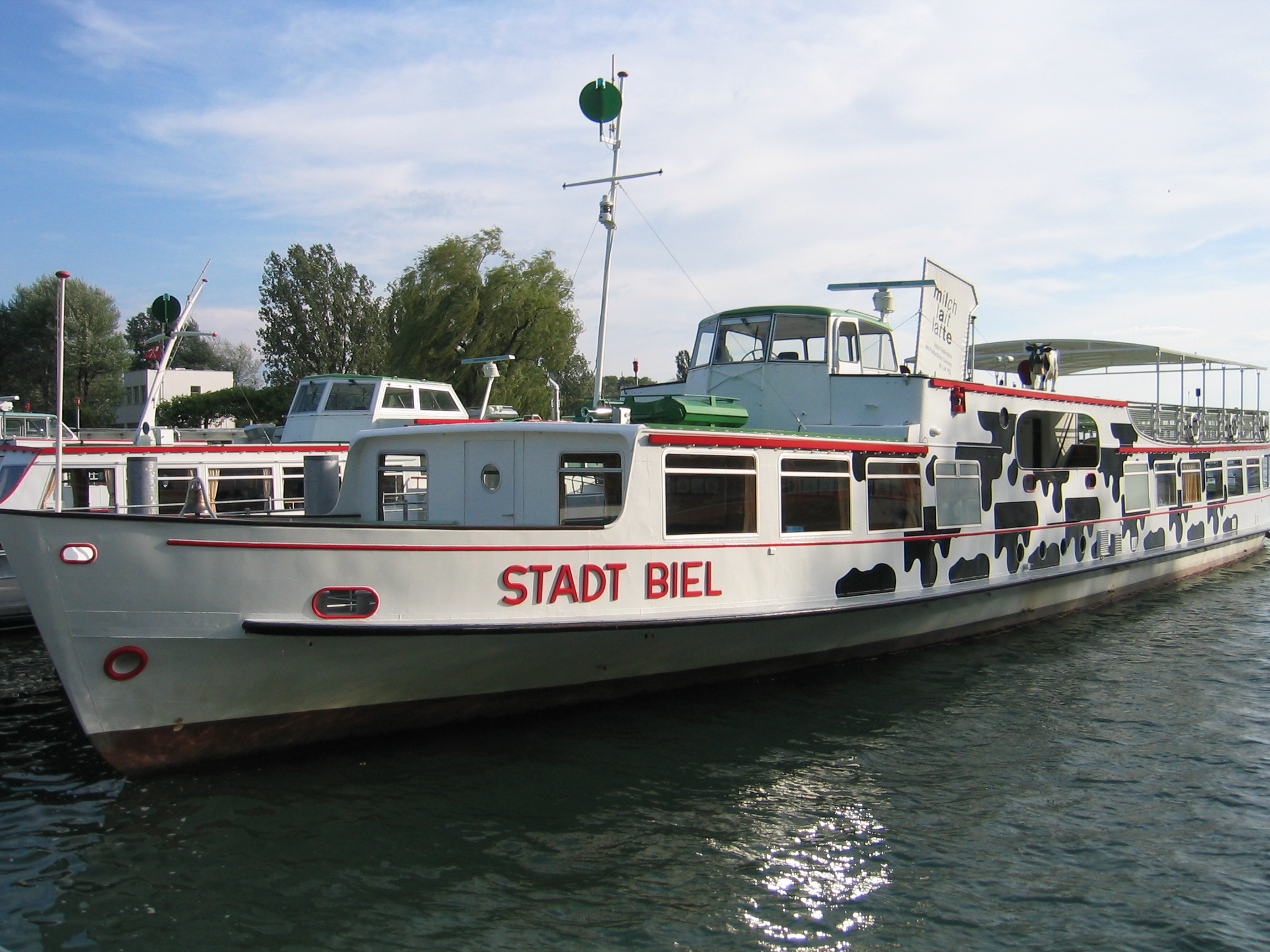
Loď linky společnosti BSG

Na Bielském jezeře pluje celkem 9 lodí společnosti Bielersee-Schifffahrts-Gesellschaft (BSG). BSG obsluhuje svými loděmi tři jezera (Bielské, Neuchâtelské, Murtenské), devět přístavů na Bielském jezeře, ostrov St. Petersinsel, osm míst podél řeky Aary a přes kanál Nidau-Büren-Kanal také město Solothurn.

### Letiště
Výstavba letiště v Bielu byla plánována v 60. a 70. letech, ale neuskutečnila se.
Východně od města se nachází místní letiště Grenchen s cca 80 000 pohyby za rok. V obci Kappelen se nachází malé travnaté letiště s cca 8.400 pohyby za rok.
Mezinárodní letiště Curych-Kloten a letiště Genève-Cointrin jsou dostupné přímými vlaky v půlhodinovém (Curych - 1:30 hod) a hodinovém (Ženeva - 1:35 hod) taktu.

## Osobnosti
- Guillaume Henri Dufour (1787–1875), generál a inženýr, žil v Bielu
- Robert Walser (1878–1956), spisovatel
- Elisabeth Baumann-Schlachter (1887–1941), spisovatelka, vyrůstala v Bielu
- Franz Hohler (* 1943), spisovatel
- Jakob Kölliker (* 1953), hokejista a trenér
- Martin Steinegger (* 1972), hokejový obránce
- Reto von Arx (* 1976), hokejový útočník a trenér
- Marcel Fischer (* 1978), sportovní šermíř
- Raphaël Nuzzolo (* 1983), fotbalový útočník
- Nemo (* 1999), vítěz Eurovision Song Contest 2024, švýcarský rapper, zpěvák, hudebník

## Partnerská města
- Iserlohn, Německo, od roku 1959
- San Marcos, Nikaragua, od roku 1987